# Spinotocepheus tjibodensis
Spinotocepheus tjibodensis är en kvalsterart som beskrevs av Hammer 1981. Spinotocepheus tjibodensis ingår i släktet Spinotocepheus och familjen Tetracondylidae. Inga underarter finns listade i Catalogue of Life.